# Hilde Kurz
Hilde Kurz (geborene Schüller, * 22. Februar 1910 in Wien; † 26. März 1981 in London) war eine österreichisch-britische Kunsthistorikerin.

## Leben
Hilde Schüller stammte aus einer wohlhabenden Wiener jüdischen Familie. Sie war die Tochter des Nationalökonomen Richard Schüller (1870–1972) und seiner Ehefrau Erna, geb. Rosenthal (1880–1968). Nach dem Besuch des Mädchenrealgymnasiums im VIII. Wiener Bezirk studierte sie von 1928 bis 1933 Kunstgeschichte und Klassische Archäologie an der Universität Wien, unterbrochen von einem Semester in Frankfurt, und wurde dort 1933 promoviert. Danach war sie Volontärin an der Graphischen Sammlung Albertina. Da sie als Jüdin keine Chancen mehr in Wien sah, ging sie 1937 nach London, wo sie ihren Studienkollegen, den Kunsthistoriker Otto Kurz (1908–1975), heiratete, der bereits 1934 nach London gegangen war und dort am Warburg Institute arbeitete. Sie unterstützte diesen bei seinen Forschungen. Beide hatten eine Tochter Erica (* 1940). Nach einer Gehirnoperation war sie seit 1957 halbseitig gelähmt und konnte nicht mehr sprechen. Sie wurde seither von ihrem Mann zu Hause gepflegt.

## Schriften
- Hilde Schüller: Die Entwicklung der altniederländischen Tafelmalerei und Tapisserie von 1475 bis 1495. Dissertation Wien 1933 (ungedruckt).
- Hilde Schüller: Rottmayr, Johann Michael. In: Hans Vollmer (Hrsg.): Allgemeines Lexikon der Bildenden Künstler von der Antike bis zur Gegenwart. Begründet von Ulrich Thieme und Felix Becker. Band 29: Rosa–Scheffauer. E. A. Seemann, Leipzig 1935, S. 103–105 (biblos.pk.edu.pl).
- Hilde Schüller: A nagyszentmiklósi aranykincs ornamentikája. Zur Ornamentik des Goldschatzes von Nagyszentmiklós. In: Archaeologiai Értesítő 50, 1937, S. 116–131, 217–226
- Hilde Kurz: Italian Models of Hogarth’s Picture Stories. In: Journal of the Warburg and Courtauld Institutes 15, 1952, S. 136–168.
- Hilde und Otto Kurz: A Bibliography of the Writings of Hans Tietze and Erica Tietze-Conrat. In: Essays in honor of Hans Tietze, 1880–1954. New York 1958, S. 439–462 (Bibliografie zu den Schriften von Hans Tietze und Erica Tietze-Conrat).
- Hilde und Otto Kurz: The Turkish Dresses in the Costume-Book of Rubens. In: Nederlands Kunsthistorisch Jaarboek 23, 1973, S. 275–290 (Digitalisat).